# Coll Femer
El Coll Femer és una muntanya de 309 metres que es troba al municipi de Rasquera, a la comarca catalana de la Ribera d'Ebre.